# Lista de prefeitos de Bombinhas
Esta lista de prefeitos do município de Bombinhas compreende todas as pessoas que tomaram posse definitiva da chefia do executivo municipal em Bombinhas e exerceram o cargo como prefeitos titulares.
O primeiro prefeito eleito foi Manoel Marcílio dos Santos, que tomou posse no dia 1º de janeiro de 1993. O atual titular é o empresário e político Paulo Henrique Dalago Muller, que assumiu em 05 de abril de 2018 após a renúncia da titular, Ana Paula da Silva e posteriormente eleito por sufrágio universal na Eleição municipal de Bombinhas de 2020.

## Sexta República (1993–2025)
Partidos
      Partido Democrático Trabalhista       Progressistas       Partido da Social Democracia Brasileira       Podemos
| N.º | Prefeito (a)                           | Prefeito (a)                                   | Período do governo                               | Partido                                      | Vice-prefeito (a)                             | Observações                                     |
| --- | -------------------------------------- | ---------------------------------------------- | ------------------------------------------------ | -------------------------------------------- | --------------------------------------------- | ----------------------------------------------- |
| 1   | Manoel Marcílio dos Santos, Maneca     |                                                | 1º de janeiro de 1993 até 31 de dezembro de 1996 | Partido Democrático Trabalhista PDT          | Euclides Manoel Mafra (PMDB)                  | Prefeito e vice eleitos em sufrágio universal   |
| 2   | Leopoldo João Francisco Filho          |                                                | 1º de janeiro de 1997 até 31 de dezembro de 2000 | Partido Progressista Brasileiro PPB          | Almeri Pedro da Silva Junior (PSDB)           | Prefeito e vice eleitos em sufrágio universal   |
| 3   | Claudionor Carlos Pinheiro, Kanô       |                                                | 1º de janeiro de 2001 até 31 de dezembro de 2004 | Partido Democrático Trabalhista PDT          | Lourdes Matias (PMDB)                         | Prefeito e vice eleitos em sufrágio universal   |
| 4   | Júlio César Ribeiro                    |                                                | 1º de janeiro de 2005 até 31 de dezembro de 2008 | Partido da Social Democracia Brasileira PSDB | Lourdes Matias (PFL)                          | Prefeito e vice eleitos em sufrágio universal   |
| 5   | Manoel Marcílio dos Santos             |                                                | 1º de janeiro de 2009 até 31 de dezembro de 2012 | Partido Progressita PP                       | Claudemiro João Schmit (PPS)                  | Prefeito e vice eleitos em sufrágio universal   |
| 6   | Ana Paula da Silva, Paulinha           |                                                | 1º de janeiro de 2013 até 05 de abril de 2018    | Partido Democrático Trabalhista PDT          | Paulo Henrique Dalago Muller (PTB)            | Prefeito e vice eleitos em sufrágio universal   |
| 7   | Paulo Henrique Dalago Muller, Paulinho |                                                | 05 de abril de 2018 até 31 de dezembro de 2020   | Partido Trabalhista Brasileiro PTB           | Nenhum                                        | Vice-prefeito assume após a renúncia da titular |
| 7   | Paulo Henrique Dalago Muller, Paulinho | 05 de abril de 2021 até 31 de dezembro de 2024 | Democratas DEM                                   | Alexandre da Silva (PDT)                     | Prefeito e vice eleitos em sufrágio universal |                                                 |
| 7   | Paulo Henrique Dalago Muller, Paulinho | 05 de abril de 2021 até 31 de dezembro de 2024 | Podemos PODE                                     | Alexandre da Silva (PDT)                     | Prefeito e vice eleitos em sufrágio universal |                                                 |
| 8   | Alexandre da Silva                     |                                                | Início em 1º de janeiro de 2025 (em exercício)   | Partido Social Democrático PSD               | José Antônio Olímpia                          | Prefeito e vice eleitos em sufrágio universal   |